# Zsolnay-kút

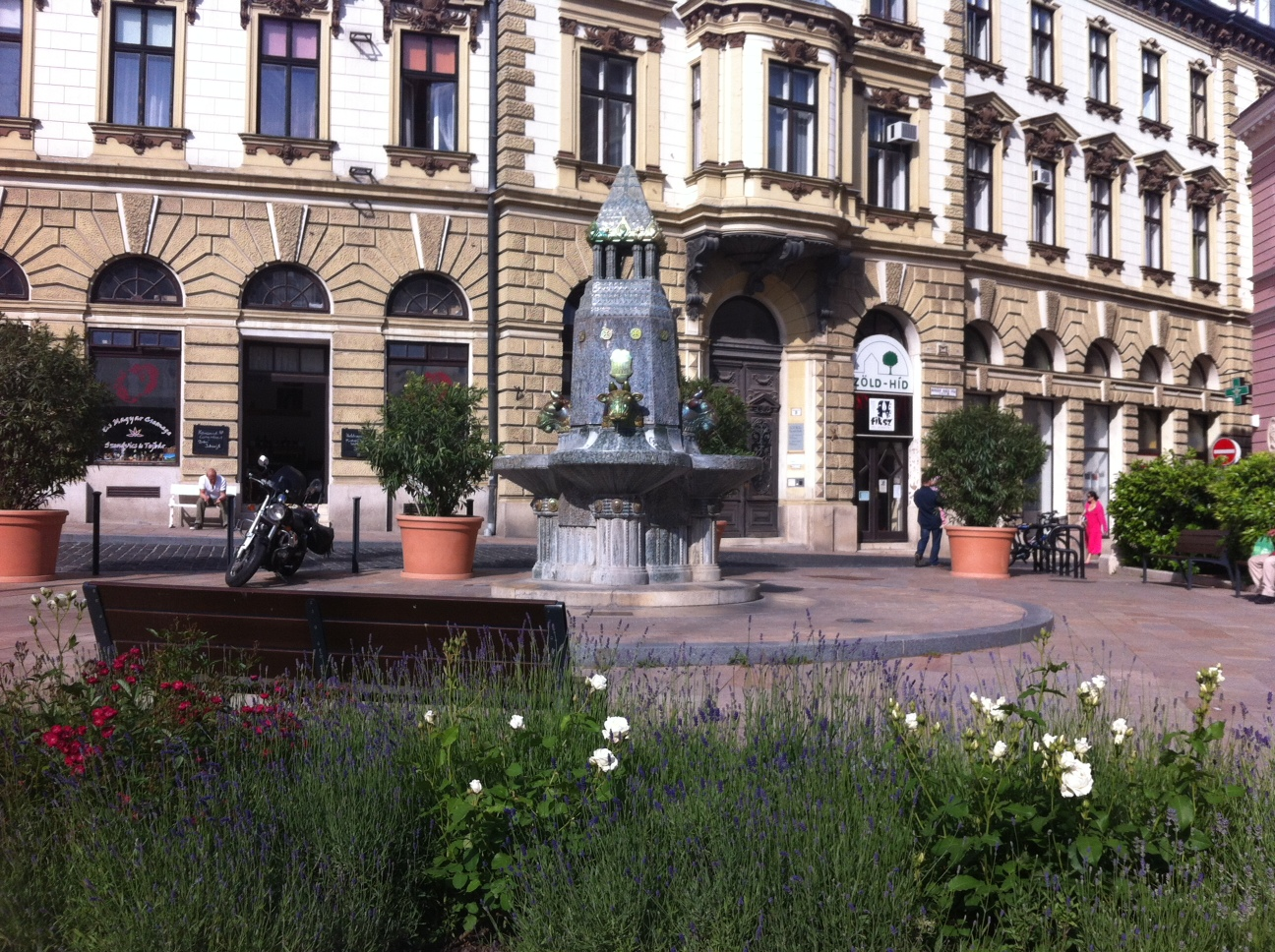
A kút a Széchenyi tér déli részén van.

A Zsolnay-kút Pécs egyik leghíresebb kútja a Széchenyi tér déli részén. Létezik Kaposváron is Zsolnay-kút.

## Története
Zsolnay Vilmos emlékére fia, Zsolnay Miklós 1908-ban felajánlotta, hogy díszkutat ajándékoz a városnak. A kút elkészítésével 1909-ben Pilch Andort bízták meg, amely 1912-ben készült el a Zsolnay Gyárban. A kutat a következő évben átvette a város, azonban az elhelyezés helyéről nem tudtak dönteni különböző városrendezési okok, illetve az első világháború miatt. A művet 18 éven keresztül egy raktárépületben tárolták, végül 1930-ban állították fel az irgalmas rendiek temploma előtti téren. A négy méter magas eozin-kút ökörfejű vízköpői az úgynevezett nagyszentmiklósi kincsek egyik ivóedényének mintájára készültek. Arra a helyre állították fel a díszkutat, ahol a törökök idején az ún. „kádi csorgója” állt. A kút kávájának peremén a következő felirat olvasható: „Zsolnay Vilmos emlékkútja legyen örök szemtanúja Pécs város virulásának lakói boldogságának”.

## Galéria

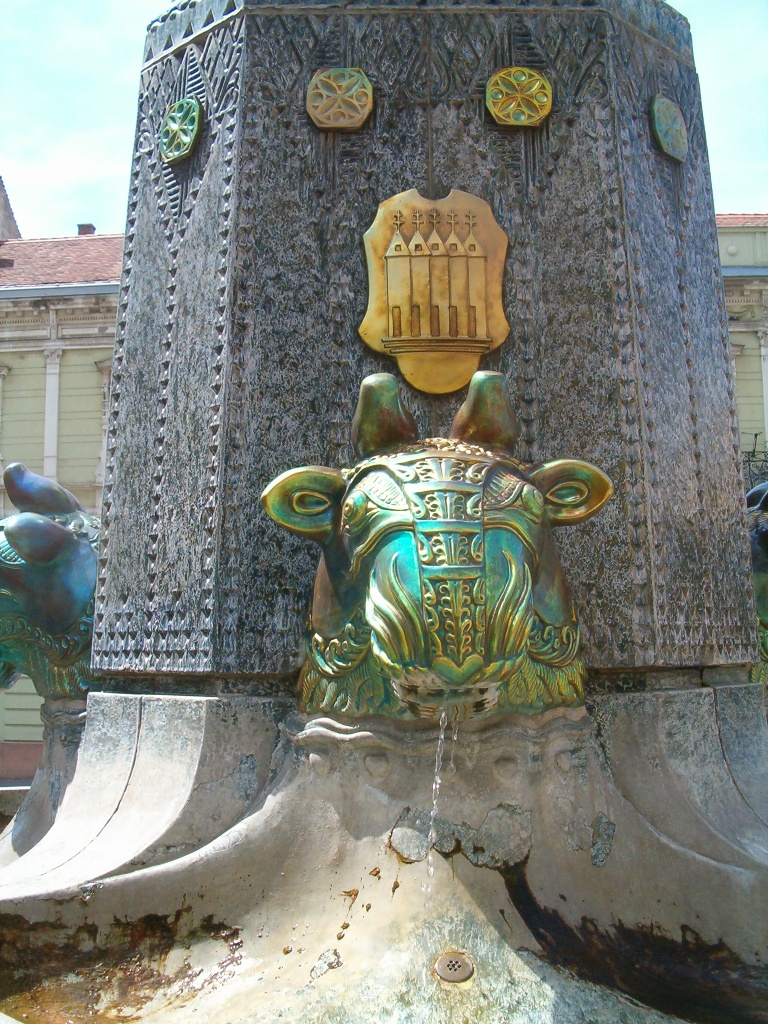
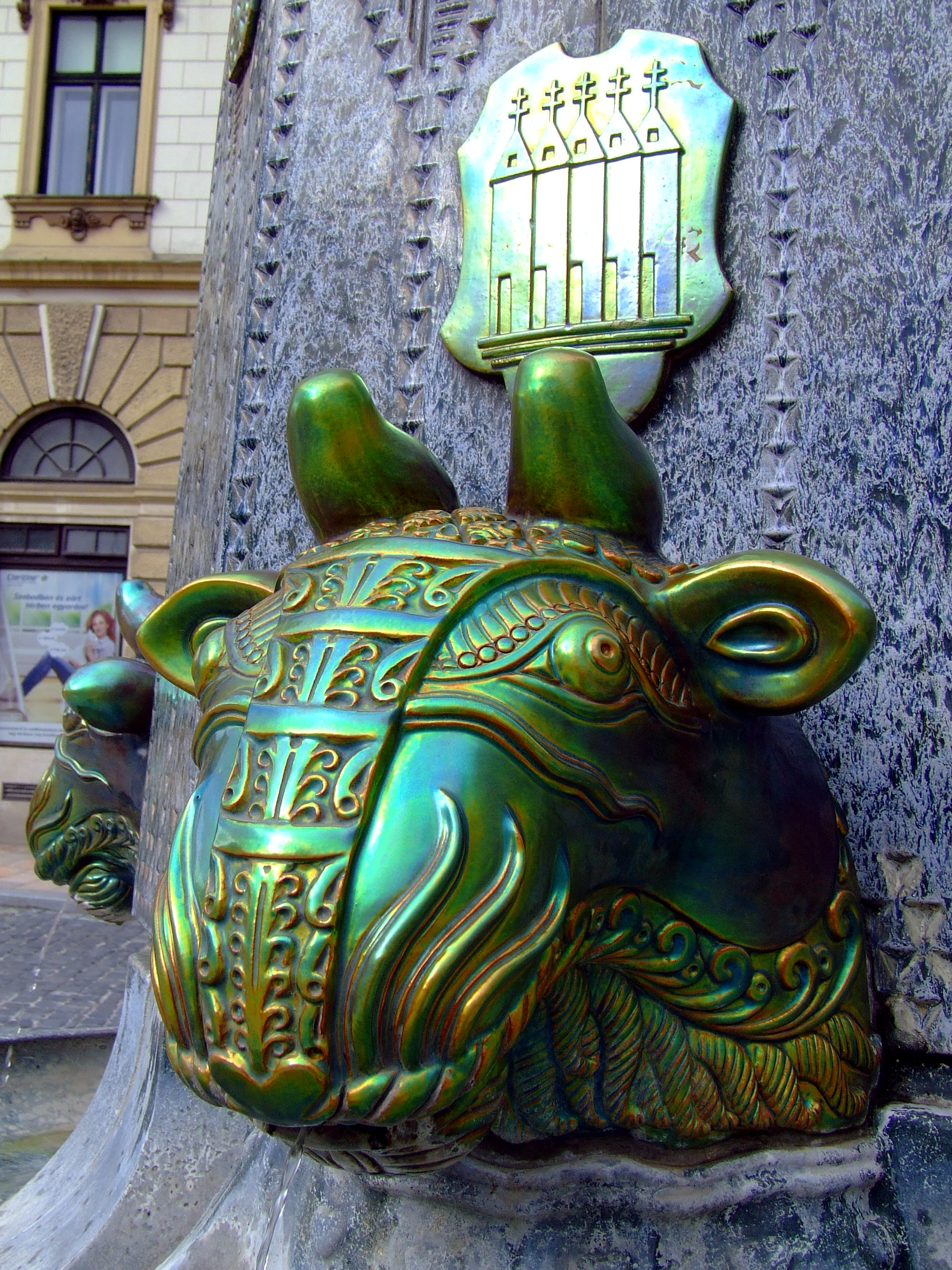
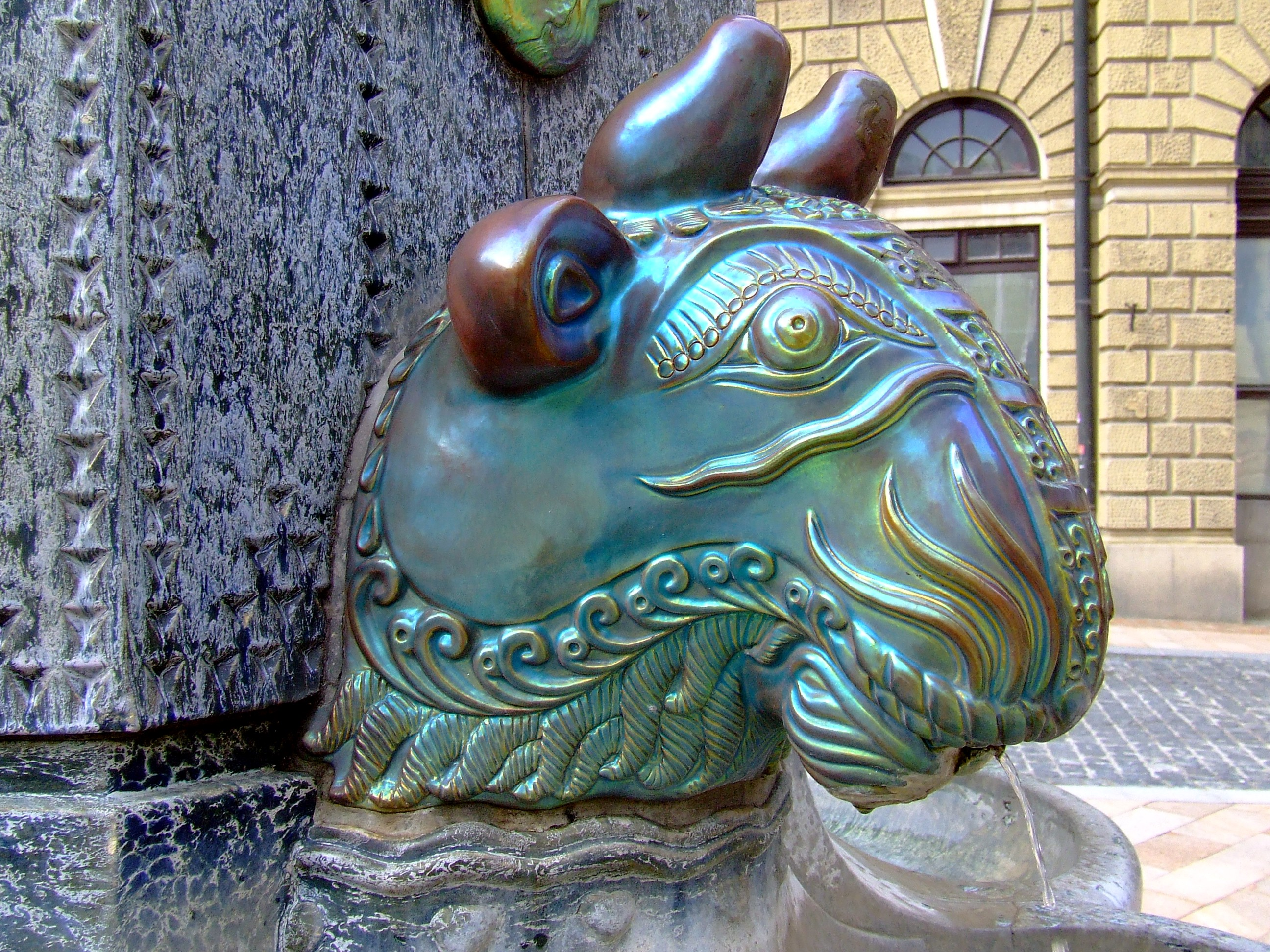

## Külső hivatkozások
- www.mecsekkapu.hu